# Obrigheim (Baden)
Obrigheim este o comună din landul Baden-Württemberg, Germania. Deoarece există mai multe localități cu acest nume, atunci când este nevoie se precizează astfel: Obrigheim (Baden).
1. ↑  Alle politisch selbständigen Gemeinden mit ausgewählten Merkmalen am 31.12.2018 (4. Quartal) (în germană), Statistisches Bundesamt[*], arhivat din original la 10 martie 2019, accesat în 10 martie 2019